# 国色天香
《国色天香》，是由演员任泉出品，于正制作，香港金像女星叶璇、实力演员刘恺威等主演的一部33集爱情悬疑電視劇。

## 劇情概要
在以製香闻名的百花岭，香家和宫家都是炼香世家，也是竞争对手。香家大少爷香浩宇(刘恺威饰) 和宫家少爷宫少华(何晟铭饰) 共同爱着第一香水师、苏家大小姐苏雨宁(叶璇饰)。情场失败的宫少华，使计拆散了浩宇与雨宁并把雨宁害死，后來找到和雨宁长得一模一样的失忆女子红玉(叶璇分饰)，把她培养成对香家充满仇恨的“雨宁”去报复浩宇，并谋夺香家“国色天香”的秘方。浩宇历尽周折让“雨宁”明白真相爱上了自己，不料却发现她不过是个替身。深陷痛苦的浩宇将计就计，利用红玉反击宫家，红玉夹在两个男人复杂的爱与恨之间受尽磨难。最终少华幡然醒悟以命赎罪，红玉与浩宇的爱情起死回生。经历过爱的毁灭与重建、失去与得到，他们终于感悟到：最值得珍惜的感情，不是“已失去”的和“得不到”的，而是眼下能把握得住的幸福。

## 播放平台
| 頻道         | 國家/地區 | 播放日期               | 備註     |
| ------------ | --------- | ---------------------- | -------- |
| 湖北综合频道 | 中国大陆  | 2010年10月26日         |          |
| 有線娛樂台   | 香港      | 2011年7月11日至8月19日 | 粤语配音 |
| 北京文艺频道 | 中国大陆  | 2011年7月16日          |          |
| 浙江卫视     | 中国大陆  | 2011年8月19日          |          |

## 演員
| 演員            | 角色     | 簡介 |
| 叶 璇 童年:董慧 | 苏红玉   | 她母亲方媚娘本是苏老爷的小妾，生产时，苏太太来抢走了刚生下的女婴，没想到方氏怀的是双胞胎，方氏又生下了红玉。红玉在洞房之夜逃婚，却被人误当作孪生姐姐苏雨宁而追捕，她跳崖失忆。失忆后的她被两个有仇恨的家族的男人当作了孪生姐姐苏雨宁的替身。两个男人本来爱的都是她的孪生姐姐，她其实是两个男人的“替身爱人”。宫少华把她培养成苏雨宁的替身，作为报复香浩宇的工具。而她在帮宫少华实施报复计划的过程中，却身不由已地爱上了“仇人”香浩宇。她陷入了爱与恨的纠葛。当她弄清楚宫少华的阴谋后，她回到了险些被自己杀死的香浩宇身边。但她的感情仍然处于痛苦之中——她以为自己是失忆的苏雨宁时，她因为不能忍受香浩宇对“失忆前的雨宁”的爱，而把“失忆前的自己”当作情敌；当她明白自己根本连“失忆后的雨宁”都不是时，她陷入极端的痛苦挣扎。红玉善良坚韧宽容，因此在面对一个又一个挫折和打击时，都最终能坦承面对。她在爱情上也由最初的被动渐渐变得主动。她曾经尝试“变成雨宁”来与香浩宇长相厮守，但她最终明白，她因为真爱香浩宇，就无法容忍自己仅仅被当作一个替身来爱。她宁可选择毒瞎自己的眼睛也不愿再做姐姐的替身。最后，对爱执著的她赢得了香浩宇真正的爱。 |
| 叶 璇 童年:董慧 | 苏雨宁   | 苏家大小姐，香家大少奶奶。天赋异禀，镇上公认的第一品香师。一个“除了长得美没有缺点”的女人。苏红玉正是因为长相与她酷似，而被卷入了由她引发的命运漩涡。雨宁与宫少华从小订有婚约。但长大后的雨宁，却与宫家的死对头香家的大少爷香浩宇一见钟情，并执意退婚嫁给了香浩宇。她凭着祖传的秘方和对香水的天赋，协助香浩宇研制出了绝世香水“国色天香”。在新婚后回门之时，她被充满嫉妒和报复心的宫少华劫持。但她宁可被昔日的爱人活活打死，也不肯违心说一句背叛香浩宇的话。宫家、苏家和香家所有的矛盾冲突、爱恨情仇本是由她引发，但在她死后，这一切都由她的孪生妹妹苏红玉来承担。 |
| 刘恺威          | 香浩宇   | 香家大少爷。在商业上，他非常精明，研制的“眼儿媚”夺得了万国香水会的金奖，并将一个巨大的家族产业管理得蒸蒸日上；在家中，他的地位最尊崇，说一不二，连母亲香林氏都拿他没办法；在感情上，他痴情而又强悍。他深爱的妻子苏雨宁失踪，他三年不娶，最终出于照顾妻子妹妹的心态，决定娶苏雨心。但婚礼却被“失忆归来的苏雨宁”破坏。他努力想让一切回到过去，但他最终发现这不过是个无法变成现实的梦幻。他是家族的长子，因此责任心很重，而且他对商场上的尔虞我诈也非常熟悉。当他洞悉了宫少华的阴谋之后，他在极端的痛苦之中也不忘将计就计坚决反击，哪怕会因此险些葬送自己与红玉的感情也在所不惜。他的过分理性带着一种自虐的悲剧色彩。他最初在“失忆前的苏雨宁”和“失忆后的苏雨宁”之间矛盾徘徊，当发现雨宁已死，“失忆后的雨宁”实际是苏红玉时，他又在“苏雨宁”和“苏红玉”之间徘徊。他既想忠实于对亡妻的感情，又割舍不下对酷似亡妻的“苏红玉”的依恋。他用一惯强悍的作风，烧掉了绣着苏红玉真实身世的红肚兜，想让苏红玉永远不知道过去，只能做“苏雨宁”的替身，这样的举动却伤透了苏红玉的心。最后，他终于抛开幻想接受现实，不惜出生入死挽回了苏红玉的心。 |
| 何晟铭          | 宫少华   | 宫家家三代单传的少爷，从小被宠坏了。无论从感情上还是事业上，他都和香浩宇是竞争对手，且都不幸惨遭失败。本来是一个很有才气的有为青年，知书识礼，恪守商业信用，对感情很忠诚，也极尽孝道。然而他天生就有极强的占有欲，信奉“宁可我负人，不可人负我”。他深爱的未婚妻苏雨宁爱上了香浩宇，而父亲为了得到苏家的香水秘方，背着他答应了苏家的退婚。他试图阻止苏雨宁出嫁，没想到却因此葬送了父亲的性命。在种种打击之下，他的性情迅速往偏激转化。他用计成功挑拨了香氏兄弟的感情，并绑架了昔日的恋人苏雨宁。但苏雨宁宁可被他打死，也不肯违心说一句“我爱你”，这让他深受打击，性格变得更加敏感矛盾和暴戾。由于过分执著与“已失去”和“得不到”的爱情，他对真爱自己的其他女人视而不见。苏雨宁的贴身丫环萍儿单恋他，却被他利用和辜负，萍儿在临死前诅咒他“永远不可能再得到一个女人的真爱”。这似乎成了宫少华未来命运的一种预示。他一手培育出了“苏雨宁”的替身——苏红玉，想让她来填补自己感情上的空虚。但他面对红玉，却忘不掉自己一手毁灭雨宁的可怕的往事，严重的心理障碍导致他无法“再做一个男人”。他彻底崩溃了，开始接受母亲宫夫人的要求，决定放弃所有的情与爱，不择手段报复和打击香家。他利用苏红玉来达到从感情上和事业上击败香浩宇的目的。但没料到，就连这个“替身”也仍然只爱香浩宇。而他对红玉也产生了说不清道不明的感情。宫少华在矛盾和痛苦之中挣扎，但每一次挣扎的后果，却都只是在欲望的泥沼中越陷越深。他不惜通过毁灭来得到自己得不到的，但最终的结果他还是什么也没有得到。在阴谋暴露被押赴刑场，他才意识到最值得珍惜的不是“已失去”和“得不到”，而是自己能把握住的幸福。他在刑场上与真爱自己、已有身孕的香家二少奶奶温仪举行了婚礼，随后用生命自己犯下的罪过赎罪。 |
| 高 昊           | 香浩泽   | 香家二少爷，香浩宇的弟弟。是香老爷的小妾梅姨娘所生。志大才疏，从小就受到香夫人的打压，对哥哥香浩宇既嫉妒又敬畏。他一心想要夺权，却又根本不是哥哥的对手，结果被宫少华利用。最后，几经波折，终于悔改。他爱上了雨心，求母亲去提亲，雨心却误以为自己要嫁的是香浩宇而应允，最终婚事失败，浩泽对哥哥的嫉妒和怨气转化为了仇恨，加上宫少华从中挑拨，故意在香浩宇和苏红玉之间兴风作浪，想要趁乱夺权。妻子温仪是他和雨心赌气，用二百块大洋从债务人手中买来的，因此他对温仪很冷落和歧视。当温仪爱上宫少华，并决意离他而去时，他天性中善良的一面让他作出了让步，主动写下休书放了温仪一条生路。当他做下的种种对家族和大哥不利的事情败露后，母亲用自杀唤醒了他未泯的良知，他开始浪子回头。最终，他和决意与宫少华守节的温仪结拜为了兄妹。 |
| 陈 晓           | 贺 坤    | 宫少华的贴身随从，因为宫少华曾救过他全家，而决心效忠宫少华一生。他对自己的主子愚忠，哪怕是爱上了主子爱的女人，但也自知不配，从不敢表露，哪怕主子用错误的方式甚至是罪恶的方式来对待他们共同爱的女人，他也只有无条件的支持。他是宫少华多次作恶的帮凶，也是最明白宫少华心态的人，最理解宫少华内心的痛苦。当宫少华又一次要毁灭他们共同的爱的时候，他终于鼓足勇气爆发，做出了生平惟一的一次对主子的背叛：救走了苏红玉。但也付出了生命的代价——在临终之前，红玉与重伤的他举行了一个形式上的婚礼，他在洞房之夜满足地死在了红玉怀里。 |
| 习 雪           | 苏雨心   | 苏家二小姐，苏雨宁的妹妹，在上海念过新学，对感情执着而奔放。当她终于可以如愿以偿嫁给姐夫做填房的时候，婚礼却被苏红玉破坏。当大家都误以为苏红玉就是“失忆的苏雨宁”归来时，她的心情十分矛盾，既为姐姐的幸存而高兴，又为不能再嫁给姐夫而悲伤。最终她决定帮助姐姐姐夫破镜重圆。雨心对这个姐姐付出了所有的感情，处处为姐姐设想，甚至在误会浩宇对姐姐无情之时，不惜打了自己心爱的浩宇一耳光。但没料到，她最后得知，这个“失忆的姐姐”居然只是一个替身，这时她的思想性情发生了极大的变化。她痛恨这个“替身”，因为“替身”不仅抢走了她本有可能得到的姐夫的爱，甚至还要抢走姐夫对她姐姐的爱，这是她绝对不能容忍的。所以她变得冷酷无情，一心破坏姐夫和苏红玉的爱，并险些让红玉死于非命。但最终，“我本善良”，她还是被苏红玉和姐夫的爱所感动，并认下了红玉这个亲姐姐。 |
| 徐麒雯          | 温 仪    | 温裁缝的独生女。一个出身贫贱、性情温和却很有自己主见的女子。因为父母欠了债，而不得不委屈地成为替补苏雨心的新娘，嫁给了香浩泽，成为香家二少奶奶。她曾努力想做一个贤妻，但丈夫的冷落以及丈夫的无能和无品，都让她不得不死了心。在香家，浩泽不拿她当妻子，新婚不久浩泽就收了小妾兰儿。而连怀孕的兰儿也不把她放在眼里。在这个大家族中，她是一个最没有地位的女人。她不想就这样悲苦寂寞地过一生。没想到宫少华夜探香府受伤，被她救下。她爱上了这个既能干痴情又喜怒无常的男人，尽管她知道他不是一个好人。爱情让她变得勇敢，可以痛斥浩泽的无情和无能，可以不顾礼法，逃出香家投奔宫少华。她用自己的柔情和身体治好了宫少华因打死恋人苏雨宁落下的“心病”，帮助他重新成为一个能行人道的男人。但宫少华恋恋不忘的却是苏雨宁。在宫少华与苏红玉的新婚之夜，她背叛了宫少华，协助香浩宇攻入了宫家。但当宫少华被押上刑场，她却甘愿怀着身孕与宫少华在刑场举行一场悲情的婚礼，只为要来一个妻子的名份和宫少华许下的虚无的“来生缘”。 |
| 何赛飞          | 香林氏   | 香老爷的原配夫人，香家地位最高的人，是香浩宇的母亲。一个典型的封建大家庭的贵妇人，一切原则均以维护大家庭的利益为出发点。能精明而妥当地处理家庭内部的各种矛盾，而在具体的执行方式上，“嫁夫从夫，夫死从子”。她对大儿子过分钟情于一个女人而不满，用尽自己的方式想去改变儿子的选择。但当她发现儿子的痴情无法改变时，她转而致力于帮助儿子看清自己的心，唯恐儿子再受到伤害。是一位精明能干有主见又慈祥宽容的母亲。 |
| 潘 虹           | 宫夫人   | 宫少华的母亲。她经历了宫家和香家几十年争斗的风雨，丈夫又死在这场斗争中，连宫家“名香世家”的荣耀也被儿子的情敌香浩宇夺走。因此，她对香家充满仇恨。在她心里，报仇和重振宫家是她最大的心愿，她也希望儿子宫少华能把家族利益放在第一位，不受儿女私情的牵绊，所以她支持宫少华在感情上自私和冷血。她深爱着自己的儿子，但儿子一步步走上不归路却是她一手造成的。她曾想用整个宫家来保住儿子的命，但最终失败了。她不得不在悔恨中担负起和媳妇温仪一同抚养孙子的重任。 |
| 吕佳容          | 梅姨娘   | 香老爷的小妾（二夫人），香浩泽的母亲 |
| 王婧娈          | 兰 儿    | 香浩泽的小妾，不把温仪放在眼里，后怀孕 |
| 马雅舒          | 宋淑娴   | 苏夫人，苏雨心的妈妈，苏雨宁和苏红玉的大妈 |
| 宗峰岩          | 苏一默   | 苏雨宁和苏雨心和苏红玉的爸爸 |
| 杨圣文          | 方媚娘   | 苏老爷的小妾（二夫人），苏雨宁和苏红玉的妈妈，苏雨心的小妈 |
| 王 岗           | 香家族长 | 族长 |
| 汤吉靓          | 萍 儿    | 苏红玉的丫鬟, 喜歡宫少华 |
| 崔一静          | 彩 云    | 泄露宫少华秘密后而被毒哑的丫鬟 |

## 音樂原聲
| 国色天香 | 国色天香             | 国色天香 | 国色天香 | 国色天香       |
| 曲序     | 曲目                 |          | 作曲     | 演唱           |
| -------- | -------------------- | -------- | -------- | -------------- |
| 1.       | 上善若水（片头曲）   | 于正     | 谭旋     | 何晟铭         |
| 2.       | 如果爱老了（片尾曲） | 于正     | 毛慧     | 何晟铭、邓天晴 |

## 外部連結
- 《国色天香》新浪网專題（页面存档备份，存于）（简体中文）

## 電視節目的變遷
| 香港 有線娛樂台 星期一至五 23:00 - 00:00   | 香港 有線娛樂台 星期一至五 23:00 - 00:00 | 香港 有線娛樂台 星期一至五 23:00 - 00:00 |
| ------------------------------------------ | ---------------------------------------- | ---------------------------------------- |
|                                            | 國色天香 （2011.07.11 - 2011.08.23）     |                                          |
| 龍馬傳 （2011.05.09 - 2011.07.08）         | Sign法證狂人 （2011.08.24 - 2011.09.27） |                                          |
| 香港 有線第1台 星期一至五 23:00 - 00:00    |                                          |                                          |
| 媳婦的美好時代 （2011.08.22 - 2011.09.30） | 國色天香 （2011.10.03 - 2011.11.15）     | 母儀天下 （2011.11.16 - 2011.12.30）     |